# 19130 Тітгат
19130 Тітгат (19130 Tytgat) — астероїд головного поясу, відкритий 11 лютого 1988 року.
Тіссеранів параметр щодо Юпітера — 3,288.
Названо на честь бельгійського художника Едгара Тітгата (фр. Edgard Tytgat, 1879-1957).